# Bożena Szydłowska
Bożena Szydłowska (ur. 11 kwietnia 1951 w Poznaniu) – polska polityk, samorządowiec, doradca podatkowy, posłanka na Sejm VI, VII i VIII kadencji.

## Życiorys
Studiowała na Uniwersytecie im. Adama Mickiewicza, następnie w Wyższej Szkole Zarządzania i Bankowości w Poznaniu. Początkowo pracowała w księgowości m.in. w Poznańskich Zakładach Zielarskich Herbapol. Od początku lat 90. wykonywała zawód doradcy podatkowego, zasiadała też we władzach samorządu zawodowego tej korporacji.
W latach 2002–2006 pełniła funkcję przewodniczącej rady miejskiej w Swarzędzu. W wyborach parlamentarnych w 2005 kandydowała bez powodzenia do Sejmu z listy Platformy Obywatelskiej. W wyborach samorządowych w 2006 wybrana została na urząd burmistrza miasta i gminy Swarzędz. W wyborach parlamentarnych w 2007 uzyskała mandat poselski z listy Platformy Obywatelskiej. Kandydując w okręgu poznańskim, otrzymała 12 309 głosów.
W 2011 kandydowała w wyborach parlamentarnych z 5. miejsca na liście komitetu wyborczego Platformy Obywatelskiej w okręgu wyborczym nr 39 w Poznaniu i uzyskała ponownie mandat poselski. Oddano na nią 14 352 głosy (3,59% głosów oddanych w okręgu).
W wyborach w 2015 została ponownie wybrana do Sejmu, otrzymując 15 596 głosów. W Sejmie VIII kadencji została członkinią Komisji Finansów Publicznych oraz Komisji do Spraw Kontroli Państwowej. W 2019 nie ubiegała się o reelekcję.

## Odznaczenia
- Brązowa Odznaka „Zasłużony dla Ochrony Przeciwpożarowej” (2011)[4]